# Симулятор виживання
Симулятор виживання (англ. survival sim) — жанр комп'ютерних ігор, різновид симуляторів життя, у яких головним завданням гравця є збереження життя віртуального героя на фоні небезпек, що загрожують йому. Елементи виживання є практично у всіх комп'ютерних іграх, але в цьому типі симуляторів це завдання винесене на перший план і є головним при проходженні гри.
Першою грою в жанрі симулятора виживання можна вважати Oregon Trail (1979), у якій гравець повинен був піклуватися про групу переселенців на Орегонському шляху, правильно розділяти продукти, боротися з хворобами та запобігати нападам індіанців.

## Специфіка
У симуляторах виживання гравець має досліджувати ігровий світ, добувати ресурси, необхідні йому для виживання, а ще намагатися уникнути небезпеки. Симулятори виживання дуже часто звертаються до теми робінзонади, де головний герой опиняється на безлюдному острові чи в дикій місцевості та дають можливість самостійно знаходити їжу та воду, облаштовувати житло та захищатися від небезпеки, такої як негода, дикі тварини, злодії чи фантастичні вороги, як мутанти чи зомбі. Загибель персонажа в симуляторах зазвичай є непоправною: якщо гравець не зумів зберегти життя віртуальному герою, він має почати проходження з нуля, втрачаючи всі здобуті раніше ресурси.

### Розвиток
Першою грою в жанрі симулятора виживання може вважатися The Oregon Trail (1979), в якій гравець повинен дбати про групу переселенців на Орегонському шляху, правильно розподіляти продукти, боротися з хворобами та протистояти набігам індіанців. Хоча ігри в жанрі в жанрі симулятора виживання існують протягом багатьох років, розквіт їх розпочався у 2010-х роках на хвилі популярності таких ігор як Minecraft та DayZ. Елементи ігор в жанрі виживання — такі, як відпочинок біля вогнища, боротьба з негодою, полювання на диких тварин, пошук ресурсів для створення різного роду знарядь праці чи відпочинку, з'являються в іграх інших жанрів, таких, як Tomb Raider, Far Cry 3 або The Last of Us.
Широке визначення жанру, дозволяє включити до нього багато ігор у жанрах roguelike, survival horror, навіть деякі комп'ютерні рольові ігри, такі як Dark Souls.
Одним з захоплючих представників жанру є Nightingale , що з'явилась у ранньому доступі 20 лютого 2024 року.